# Adressatentheorie
Die Adressatentheorie, auch Adressatenformel genannt, ist eine Konsequenz für das Verwaltungsprozessrecht aus dem Elfes-Urteil des  Bundesverfassungsgerichts (BVerfG). Die Klagebefugnis nach § 42 Abs. 2 VwGO bedarf ihr zufolge keiner näheren Darlegung einer Beschwer mehr, wenn sich der Kläger gegen eine an ihn gerichtete belastende Maßnahme der Verwaltung wendet.

## Begründung
Insbesondere im (typischen) Fall eines belastenden Verwaltungsakts ergibt sich die Möglichkeit der Verletzung eines eigenen subjektiven Rechts und damit die Klagebefugnis bereits aus einer möglichen Verletzung der Allgemeinen Handlungsfreiheit aus Art. 2 Abs. 1 GG. Das Grundrecht schützt nach der stetigen Rechtsprechung des Bundesverfassungsgerichts schlechthin jedes Verhalten und ist immer dann verletzt, wenn eine belastende Maßnahme der öffentlichen Gewalt nicht verfassungsmäßig gerechtfertigt ist. Dies ist der Fall, wenn der (adressierte, belastende) Verwaltungsakt rechtswidrig ist, was stets möglich ist (Möglichkeitstheorie). Eine weitergehende Begründung der Klagebefugnis ist aus diesem Grund nicht erforderlich: Der Adressat einer belastenden Verwaltungsmaßnahme ist stets klagebefugt.
Die Adressatentheorie kann auch im Rahmen der Beschwerdebefugnis für eine Verfassungsbeschwerde zur Begründung der eigenen Betroffenheit des Beschwerdeführers herangezogen werden. Streitig ist die Anwendung zur Begründung der Klagebefugnis bei der Verpflichtungsklage bei Ablehnung einer beantragten Amtshandlung: Nach herrschender Meinung ist eine Anwendung abzulehnen, da Art. 2 Abs. 1 GG lediglich ein Abwehr- nicht aber ein Leistungsrecht enthalte.